# Tuxedo (cocktail)
Pour les articles homonymes, voir Tuxedo.

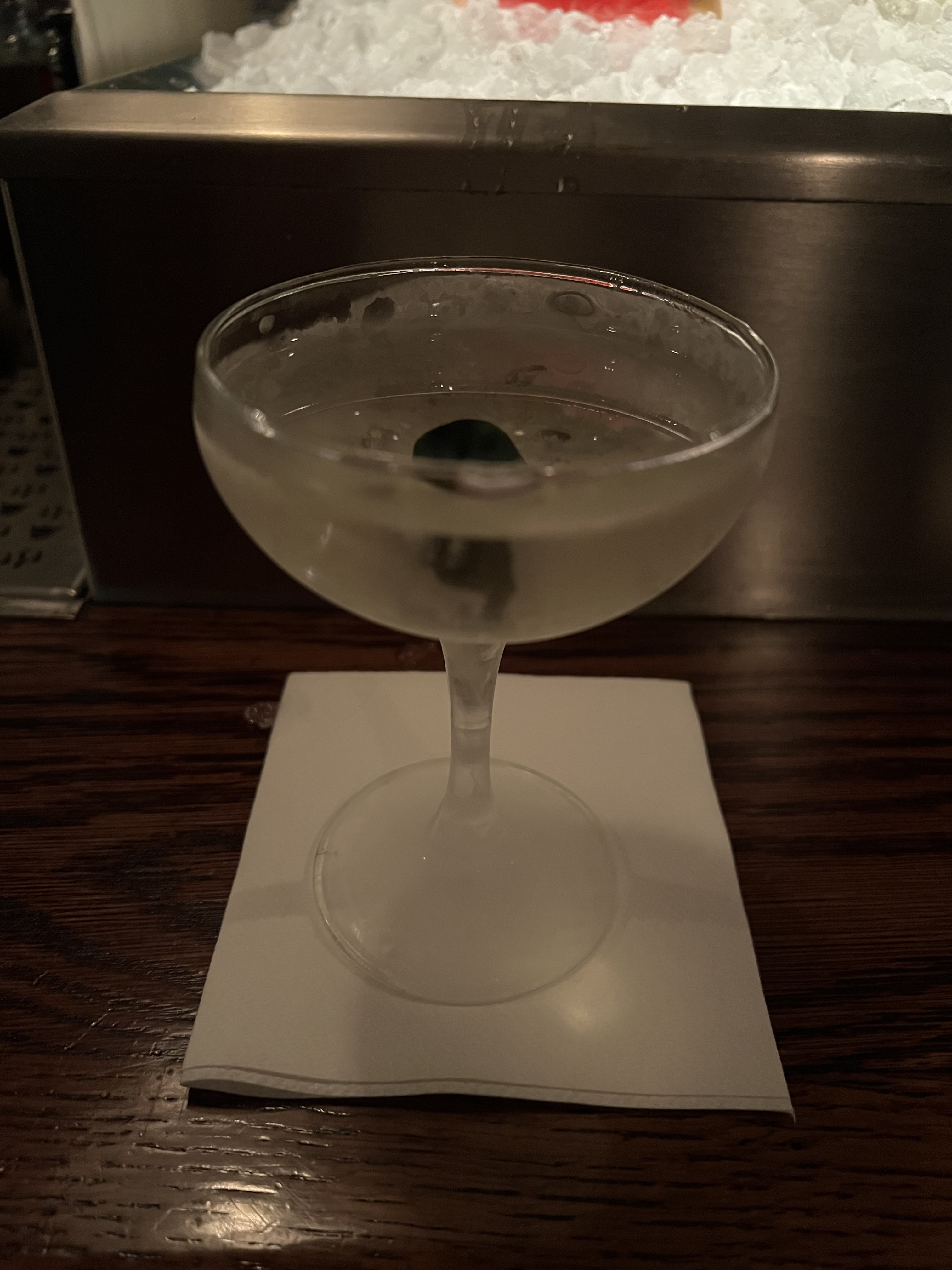

Le tuxedo est un cocktail composé de gin, dry vermouth, marasquin, absinthe et d'orange bitter. Le Tuxedo est un cocktail officiel de la IBA.

## Histoire
Le Tuxedo est originaire des États-Unis. Le nom de la boisson est censé provenir de Tuxedo Park, un village situé dans le comté d'Orange dans l'État de New York, où un marchand de tabac aurait donné le nom de ce mélange. La première recette apparaît dans le Bartender Manual de Harry Johnson en 1882.

## Préparation
Prendre un verre à cocktail et le remplir de glace pour le refroidir. Remplir un deuxième verre de glace, puis ajouter 3 cl de gin, 3 cl de dry vermouth, 2,5 ml de marasquin, 1 ml d'absinthe et 1 ml d'orange bitter. Bien remuer, puis filtrer dans un petit verre après avoir retiré la glace. Presser légèrement une tranche de zeste de citron sur le dessus du verre, puis garnir avec la même tranche en spirale et une cerise au marasquin. Servir sans paille. 